# Guerra antisuperficie

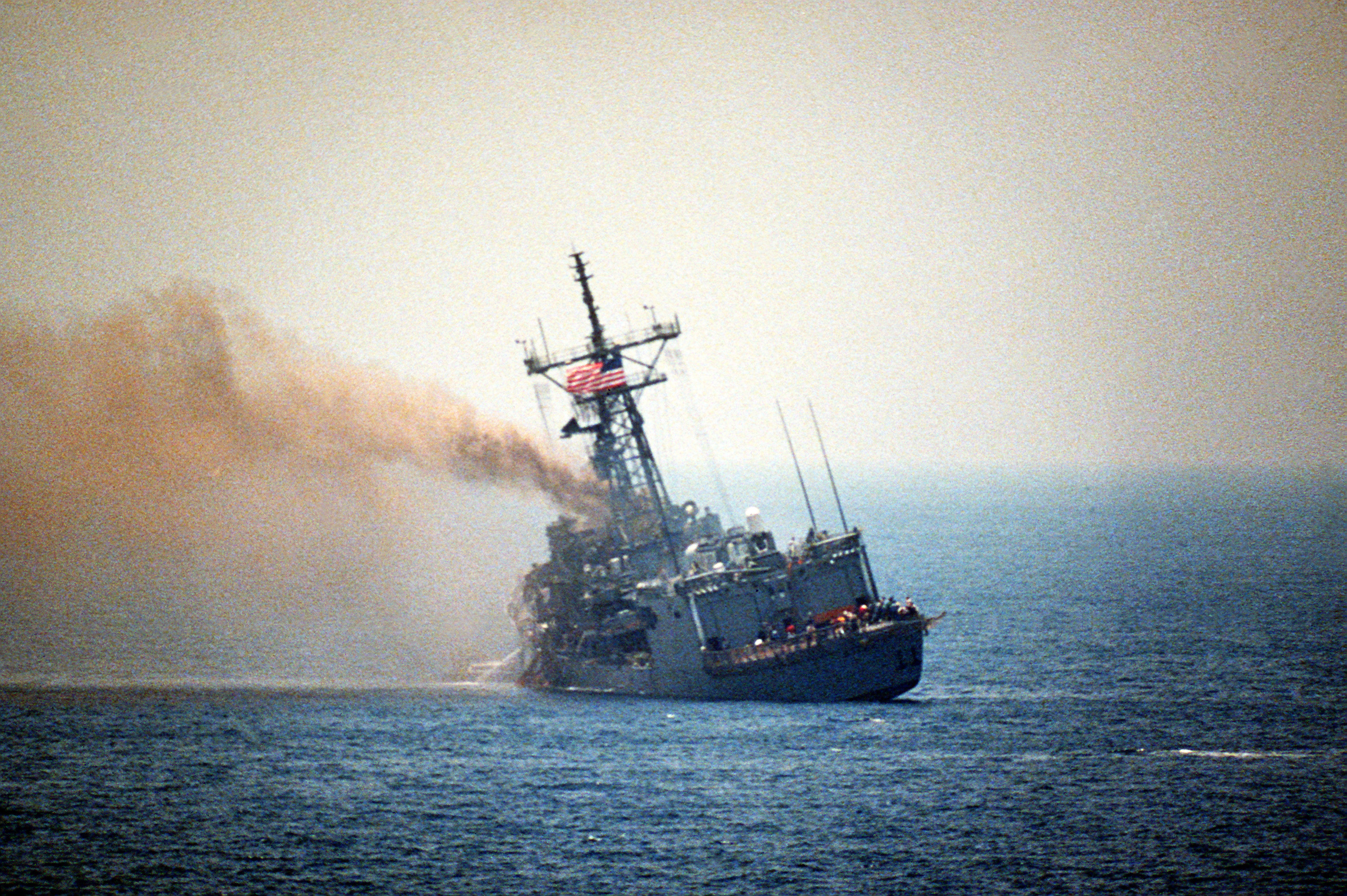
La fragata estadounidense USS Stark, escorada a babor, en el Golfo Pérsico tras ser alcanzada por dos misiles Exocet AM.39 iraquíes, 17 de mayo de 1987.

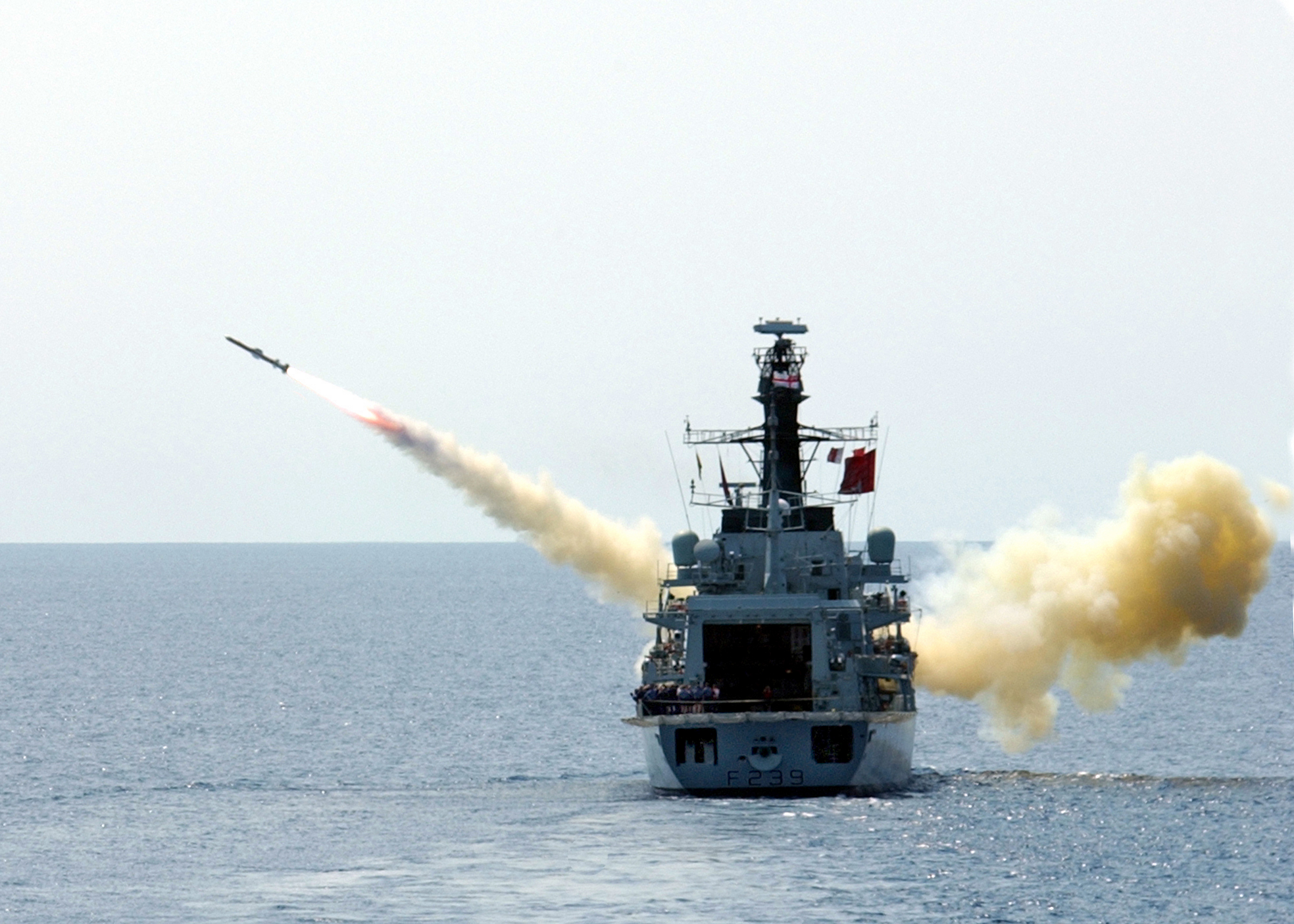
La fragata británica HMS Richmond (F 239) disparando un misil AGM-84 Harpoon.

La guerra antisuperficie, ASUW o ASuW (siglas en inglés de anti-surface warfare,), es un tipo de guerra naval dirigida contra los buques de superficie. Generalmente, se usa cualquier tipo de arma, sensor u operaciones destinadas a atacar o limitar la eficacia de un adversario desde los buques de superficie.
En términos generales, la guerra antisuperficie se puede dividir en cuatro categorías:
- Aérea: Lucha antisuperficie llevada a cabo por aeronaves. Históricamente, esta era llevada a cabo principalmente a través de bombardeos y ráfagas de ametralladoras (y en algunos casos por ataques suicidas (Kamikazes). Hoy en día, el ataque por aire ASUW es generalmente llevado a cabo mediante ataques aéreos lanzados desde posiciones lejanas usando misiles de cruceros o misiles aire-superficie.

- De superficie: Guerra antisuperficie realizada mediante los propios buques de guerra. Estos buques pueden usar

torpedos, cañones, misiles superficie-superficie, e incluso minas marinas.
- Submarina: Llevada a cabo por submarinos. Históricamente, este se llevó a cabo utilizando armas de fuego y torpedos. Recientemente, los misiles de crucero lanzados desde submarinos (conocidos por las siglas inglesas SLCM; de submarine-launched cruise missile), o más comúnmente misiles de crucero antibuque (conocidos por las siglas inglesas ASCM; de Anti-Ship Cruise Missile), se han vuelto una arma preferida.

- Costera: Históricamente, esto se refiere al bombardeo costero realizado desde artillería y cañones ubicados en la costa. Hoy en día, los misiles de crucero lanzados desde la costa son más comunes.

Algunas armas utilizadas en la guerra antisuperficie incluyen:
- Cañones.
- Misiles, como el AGM-84 Harpoon, el RBS-15, el SS-N-12 Sandbox y el MDBA Exocet.
- Minas marinas.
- Torpedos.

## La vulnerabilidad de los buques modernos
Las flotas modernas constan, normalmente, de los buques que pesan entre 2.000 y 5.000 toneladas, la fragata de misiles es el típico buque moderno, junto con un pequeño número de destructores que tienen tareas de defensa aérea de mediano alcance. Estos barcos tienen un desplazamiento más bien contenido, pero sobre todo un gran número de sensores de radar de descubrimiento, dispuestos a tener la mejor cobertura, en una posición elevada con vistas al mar. Pero esto también significa una gran cantidad de peso en la parte superior, que en el caso de mar gruesa significa una pérdida de estabilidad, sobre todo lado. Para solucionar este problema, se suele presentar un conjunto de la estabilización de las aletas a los lados del casco, pero como la planta es sofisticada, es necesario eliminar muchos pesos en la parte superior. Para ello, en general se deben usar superestructuras de aluminio, que son muy ligeras, pero también muy vulnerables al fuego (como se ilustra en el caso de Belknap, que se incendió luego de que este crucero colisionara con el USS Kennedy) y esto, junto con grandes cantidades de plásticos y de aislamiento del circuito, hace que el barco sea muy vulnerables al fuego.
- Datos: Q2527950